# Dolmen von Prunaiola
Der Dolmen von Prunaiola liegt auf einem kleinen Plateau bei Torralba westlich der Nationalstraße 131 Carlo Felice, in der Nähe des Gigantengrabes von Cabu Abbas und zweier Domus de Janas in der Metropolitanstadt Sassari im Nordwesten Sardiniens. Der Dolmen wird der jungsteinzeitlichen (3500 / 3300–2900 v. Chr.) Ozieri-Kultur zugeteilt.
Der Dolmen von Prunaiola wurde aus drei Trachytblöcken zusammengesetzt und ist ein klassisches Beispiel für sardische Dolmen. Der einfache Dolmen besteht aus der großen Deckenplatte, die auf zwei Felsen aufliegt. In der Nähe des Dolmens wurde eine abstrakte weibliche Statuette aus Ton von 3,15 × 2,2 cm gefunden, die im Museo Nazionale G. A. Sanna in Sassari aufbewahrt wird.
In der Nähe liegen die Domus de Janas von Prunaiola, das Gigantengrab von Cabu Abbas und der Dolmen Su Crastu Covaccadu.